# Société chorale El Micalet
La Société chorale El Micalet (nom officiel en catalan : Societat Coral El Micalet ; originellement Societat Coral Orfeó Valencià El Micalet) est une association culturelle fondée en 1893 à Valence (Espagne) par Salvador Giner Vidal (es), comme réunion de plusieurs orphéons,.
Son nom est une référence au Micalet, campanile de la cathédrale Sainte-Marie, emblématique de la ville de Valence.
À la fin du franquisme et durant la transition, la société devient un centre culturel et citoyen important dans l'opposition locale à la dictature et est à l'origine d'initiatives revendiquant la démocratie. Elle est déclarée d'utilité publique depuis 1978.
Elle délivre chaque année les prix Miquelet, récompensant des œuvres et des personnes s'étant distinguées par leur engagement pour la culture et la langue valenciennes. 